# Latryna

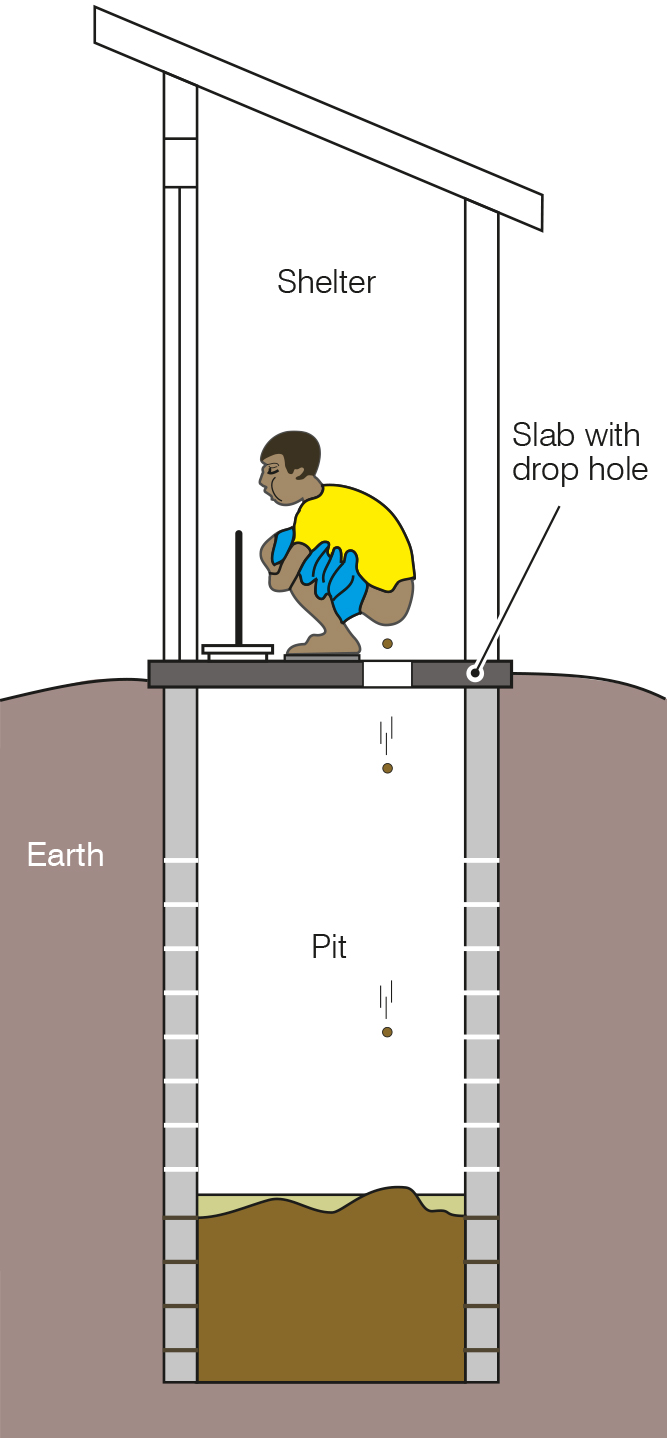
Schemat prostej latryny z platformą do kucania i osłoną

Latryna lub wychodek – rodzaj toalety, w której odchody zbierają się w dole wykopanym w ziemi. Nie korzysta się w nich z wody albo używa się od jednego do trzech litrów w przypadku latryn spłukiwanych. Prawidłowo zbudowana i konserwowana latryna może ograniczyć rozprzestrzenianie się chorób dzięki zmniejszeniu ilości ludzkich odchodów, które dostają się do środowiska w wyniku defekacji na wolnym powietrzu. Ogranicza to przenoszenie czynników chorobotwórczych przez muchy z odchodów na jedzenie. Patogeny należą do głównych czynników wywołujących biegunkę zakaźną i pasożytnicze infekcje jelitowe. W 2011 r. biegunka zakaźna doprowadziła do śmierci około 0,7 miliona dzieci poniżej piątego roku życia i była powodem 250 milionów opuszczonych dni szkolnych. Latryny stanowią najtańszą metodę odseparowania odchodów od ludzi.
Latryna zazwyczaj składa się z trzech głównych części: dołu w ziemi, płyty lub podłogi z niewielkim otworem oraz konstrukcji osłaniającej. Dół powinien mieć co najmniej 3 metry (10 stóp) głębokości i 1 m (3,2 stóp) szerokości. Światowa Organizacja Zdrowia zaleca budowanie ich w rozsądnej odległości od domostw tak, aby zapewnić łatwość dostępu, ale jednocześnie ograniczyć nieprzyjemny zapach. Odległość od wód gruntowych i powierzchniowych powinna być tak duża, jak to możliwe, aby ograniczyć ryzyko zanieczyszczenia. Otwór w płycie nie powinien być szerszy niż 25 centymetrów (9,8 cali), aby uniemożliwić dzieciom wpadnięcie do środka. Dostęp światła należy zminimalizować, aby zmniejszyć liczbę much wlatujących do dołu. Może to wymagać użycia klapy zamykającej otwór w podłodze, gdy toaleta nie jest używana. Gdy dół jest zapełniony do poziomu 0,5 metra (1,6 stopy) poniżej górnej krawędzi, należy go opróżnić lub wykopać nowy i przenieść osłonę bądź wybudować nową. Postępowanie z odchodami usuwanymi z dołu jest skomplikowane. Ich niewłaściwa utylizacja niesie ze sobą ryzyko zarówno dla środowiska, jak i dla zdrowia.
Prosta latryna może zostać ulepszona na kilka sposobów. Jednym z nich jest zainstalowanie rury wentylacyjnej wyprowadzającej powietrze z dołu na zewnątrz, powyżej całej struktury. Usprawnia to przepływ powietrza i ogranicza nieprzyjemny zapach toalety. Jeśli rura zostanie przykryta siatką o drobnych oczkach (zazwyczaj wykonaną z włókna szklanego), może to również ograniczyć dostęp do toalety muchom. W toaletach tego typu nie ma konieczności stosowania klapy zamykającej otwór w podłodze. Inne możliwe ulepszenia obejmują taką konstrukcję podłogi, która pozwala na spływanie płynów do otworu, oraz wzmocnienie górnej części dołu cegłami lub pierścieniami cementowymi w celu zwiększenia stabilności.
W 2013 r. liczbę osób korzystających z latryn szacowało się na 1,77 mld. Dotyczy to przede wszystkim krajów rozwijających się oraz obszarów wiejskich i niezamieszkanych. W 2011 r. około 2,5 mld ludzi nie miało dostępu do normalnej toalety, a miliard załatwiał potrzeby fizjologiczne na wolnym powietrzu w najbliższej okolicy. Najgorszy dostęp do toalet istnieje w Azji Południowej i Afryce Subsaharyjskiej. W krajach rozwijających się koszt prostej latryny waha się od 25 do 60 USD. Koszty bieżącej konserwacji wynoszą od 1,5 do 4 USD na osobę rocznie i często nie są brane pod uwagę. Na niektórych obszarach wiejskich w Indiach kampania „No Toilet, No Bride” (ang. „Brak toalety — brak panny młodej”) promowała korzystanie z toalet, zachęcając kobiety do odrzucania oświadczyn mężczyzn, którzy nie mają toalety.